# La Chaulme
La Chaulme är en kommun i departementet Puy-de-Dôme i regionen Auvergne-Rhône-Alpes i centrala Frankrike. Kommunen ligger i kantonen Saint-Anthème som tillhör arrondissementet Ambert. År 2022 hade La Chaulme 116 invånare.

## Befolkningsutveckling
Antalet invånare i kommunen La Chaulme
| Referens: INSEE |